# Lego Скуби-Ду!: Улётный пляж
Lego Скуби-Ду!: Улётный пляж — мультипликационный фильм, предназначенный для домашнего просмотра и основанный на персонажах «Скуби-Ду». Является тридцать пятым в линейке полнометражных фильмов о Скуби-Ду и вторым в серии «Lego Scooby-Doo!». Фильм был выпущен на Blu-ray и DVD 25 июля 2017 года.

## Сюжет
После раскрытия очередного дела команда детективов отправляется отдохнуть на «Улётном пляже», где должно состояться состязание по «отрыву». Прибыв в отель, они узнают, что на пляж напали духи пиратов Улёта и Пляжа, основателей «Улётного пляжа», и похитили пиратские шляпы, которыми награждались победители состязаний. Фреду Джонсу и Велме Динкли предстоит доказать своим друзьям, что они умеют «отрываться по полной программе», а команде детективов — спасти пляж и вывести на чистую воду мошенников, скрывающихся под личинами пиратов

## Роли озвучивали
| Актёр                 | Роль                 |
| --------------------- | -------------------- |
| Фрэнк Уэлкер          | Фред Джонс; Скуби-Ду |
| Мэттью Лиллард        | Шэгги Роджерс        |
| Грей Делайл           | Дафна Блейк          |
| Кейт Микуччи          | Велма Динкли         |
| Джефф Беннетт         | экскурсовод          |
| Кейт Хиггинс          | Бренда               |
| Джошуа Китон          | Томми; Чед Холдаут   |
| Том Кенни             | Роб Холдаут          |
| Натали Ландер         | Крисси Холдаут       |
| Джек Макбрайер        | офицер полиции       |
| Кевин Майкл Ричардсон | шериф                |
| Фред Таташор          | Дуайт Монкфиш        |